# Adnane Mokrani
Adnane Mokrani  (* 1966 in Tunis) ist ein muslimischer Theologe und Experte für christliche Theologie, der seit 2005 als Professor an der Päpstlichen Universität Gregoriana in Rom lehrt. Er ist Mitglied der Fakultät für Missionswissenschaft. Er ist im muslimisch-christlichen Dialog engagiert. 

## Leben
Adnane Mokrani ist der Sohn eines kommunistischen und atheistischen Aktivisten. Er erwarb einen Doktortitel in Islamischer Theologie und vergleichender Religionswissenschaft von der Universität Ez-Zitouna in Tunis und einen anderen in Interreligiösen und Ökumenischen Studien am Päpstlichen Institut für Arabische und Islamische Studien (PISAI). Nach dem Studium in Constantine, Algerien, und in Tunis, Tunesien, führte ihn 1998 ein Stipendium nach Rom. 2005 wurde er der erste muslimische Lehrer an einer päpstlichen Universität. Er lehrt an der Universität Gregoriana Islamwissenschaft und christlich-muslimische Beziehungen.
Er war Mitglied des Wissenschaftlichen Komitees des italienischen Innenministeriums, das die Charta über die Bedeutung von Staatsbürgerschaft und Integration entwarf.
Beim 1. Katholisch-Muslimischen Forum war er eines der Delegationsmitglieder.
Er ist einer der weiteren Unterzeichner des ursprünglich von 138 muslimischen Gelehrten unterzeichneten offenen Briefes Ein gemeinsames Wort zwischen Uns und Euch (englisch A Common Word Between Us & You), den Persönlichkeiten des Islam an „Führer christlicher Kirchen überall“ (englisch “Leaders of Christian Churches, everywhere …”) sandten (13. Oktober 2007).

## Schriften (Auswahl)
- Leggere il Corano a Roma. Icone, Roma 2010.
- The Inter-religious Dialogue as Spiritual Way - Vidimus Dominum (Online abrufbar unter vd.pcn.net (vidimus dominum IT))